# Michel Tilmant

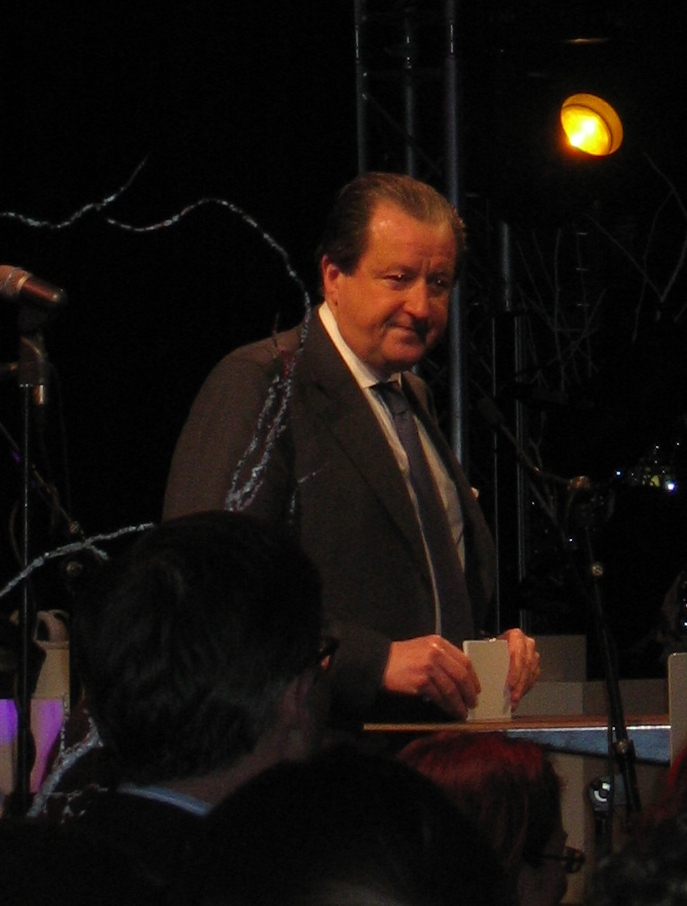
Michel Tilmant in 2007 tijdens een kerstborrel bij ING

Michel Tilmant (21 juli 1952) is een Belgisch voormalig bankier. Hij was van 2004 tot 2009 voorzitter van de raad van bestuur van de Nederlandse ING Groep.

## Levensloop
Michel Tilmant studeerde bedrijfskunde en Europese studies aan de Université catholique de Louvain.
Hij begon zijn loopbaan in 1977 bij Morgan Guaranty Trust in New York in de Verenigde Staten. Hij vervulde verschillende functies binnen de onderneming, waaronder hoofd European Investor Services (Parijs, Londen), hoofd Operations Services (New York) en directeur van de bankvestiging te Brussel. In 1991 stapte hij over naar de Banque internationale à Luxembourg, waar hij vicevoorzitter van het directiecomité en Chief Operating Officer werd.

### BBL en ING
In 1992 werd Tilmant lid van het directiecomité van de Bank Brussel Lambert (BBL). Hij werd tevens in navolging van Jacques Moulaert voorzitter van de raad van bestuur van de bank. In 1997 werd hij in opvolging van Daniël Cardon de Lichtbuer voorzitter van het directiecomité van de BBL. Een jaar later werd de bank door de Nederlandse ING Groep overgenomen en werd hij lid van de raad van bestuur van de ING Groep. Hij werd er in 2000 benoemd tot vicevoorzitter en in juni 2004 volgde hij Ewald Kist als voorzitter van de ING Groep op. Hij was de eerste Belg die aan het hoofd van een grote Nederlandse financiële instelling kwam te staan.
In oktober 2008 wilde minister van Financiën Wouter Bos de ING-topman naar huis sturen toen de overheid ING een kapitaalinjectie van 10 miljard euro gaf. Hij zag daar toch van af, omdat er geen vervanger voorhanden was. In november 2007 had Tilmant in het Financieel Dagblad nog gedreigd het hoofdkantoor van ING naar het buitenland te verplaatsen, vanwege het matige vestigingsklimaat in Nederland. Hij ergerde zich met name aan de kwaliteit van het onderwijs en het beloningsdebat in Nederland. Tilmant werd in januari 2009 door Jan Hommen opgevolgd.
In januari 2010 weigerde Tilmant gehoord te worden door de commissie-De Wit, die onderzoek deed naar de oorzaken van de kredietcrisis. Hij zou bevraagd worden over de teloorgang van ING, maar liet dit over aan zijn opvolger Hommen. Voormalig premier Wim Kok kreeg eind januari 2010 zware kritiek voor zijn medewerking aan een salarisverhoging van 584% voor Tilmant en de toenmalige raad van bestuur in 2004. Kok verklaarde dit door te zeggen dat de raad van bestuur van ING qua inkomen zwaar achterliep op de rest van de bankwereld.

### Overige activiteiten
Tilmant was lid van de International Association for the Promotion and Protection of Private Foreign Investments (APPI).
Na zijn vertrek bij ING trad hij toe tot verschillende raden van bestuur: kalgroep Lhoist, de Franse bank BNP Paribas (sinds 2009), investeringsvennootschap Sofina (2010-2021), de Luxemburgse verzekeraar Foyer (sinds 2014) Tevens is hij adviseur van investeringsvehikel Verlinvest en bestuurder van de Royal Automobile Club Belgium, de Université catholique de Louvain en de Zoute Automobile Club.